# Thérèse Caval
Thérèse Caval, también conocida como La Cavale (1750-11 de mayo de 1795), fue una destacada figura en la Revolución francesa en Marsella.

## Biografía
Viuda de J.B. Agaud, con quien tuvo un hijo, se convirtió en un personaje célebre en Marsella durante la Revolución. Thérèse, junto a su amiga Élisabeth Taneron, conocida como La Fassy por su matrimonio con Dominique Fassy, comerciante de velas, fue una de las principales instigadoras del ahorcamiento de Françoise Cayol, conocida como La Cayole, quien fue asesinada por una muchedumbre tras haber insultado a la guardia nacional. Françoise logró escapar tras haber quebrado la rama del árbol del que había sido colgada inicialmente, pero fue atrapada de nuevo por la turbamulta y colgada de otra rama, con algunos de sus asesinos tirando de sus tobillos para asegurarse de que moría asfixiada.
Tras haber sido ambas arrestadas, Thérèse fue liberada en mayo de 1793, mientras que Élisabeth salió en libertad en agosto del mismo año. Después del Termidor, las dos fueron detenidas de nuevo y encarceladas en Aix-en-Provence. El 11 de mayo de 1795, ambas fueron masacradas junto a otros veintiséis prisioneros por marselleses realistas armados con sables. Élisabeth fue asesinada junto a su bebé de tres meses, siendo una de sus orejas cortada y enviada un mes después a su esposo, por aquel entonces detenido en el fuerte Saint-Jean.